# Schietsport op de Paralympische Zomerspelen 1984
De VIIe Paralympische Spelen werden in 1984 gehouden in Stoke Mandeville (Verenigd Koninkrijk) en New York, Verenigde Staten.
De Paralympics van 1984 werden in twee verschillende landen georganiseerd. Dit was vooral te wijten aan de Amerikaanse Gehandicaptensport Organisaties. Met name de Amerikaanse Wheelchairsport Association wilde dermate veel invloed en atleten op de Spelen, dat dat voor de andere Organisaties (Blinden, Spastici en Amputees) niet accepteerbaar was. Deze drie organisaties besloten om de Paralympics in New York USA te houden van 16 juni tot 30 juni 1984, zonder de rolstoelers. Deze kregen hun eigen spelen in Stoke Mandeville, Verenigd Koninkrijk van 23 juli tot 1 augustus 1984.
Schieten was een van de 18 sporten tijdens deze spelen. 

## Evenementen
Er stonden bij het schieten 29  evenementen op het programma, 17 voor de mannen, 11 voor de vrouwen en 1 gemengd evenement. 
mannen
- Luchtpistool, 1A-1C
- Luchtpistool, 2-6
- Luchtpistool, geïntegreerd
- Luchtgeweer, geïntegreerd
- Luchtgeweer, 3 posities, 2-6
- Luchtgeweer, 3 posities, Team, 1A-6
- Luchtgeweer, geknield, 1A-1C
- Luchtgeweer, geknield, 2-6
- Luchtgeweer, geknield, Team, 1A-6
- Luchtgeweer, liggend, 1A-1C
- Luchtgeweer, liggend, 2-6
- Luchtgeweer, liggend, Team, 1A-6
- Luchtgeweer, staand, 1A-1C
- Luchtgeweer, staand, 2-6
- Luchtgeweer, staand, Team, 1A-6
- Pistool, Team, 1A-6
- Geweer, liggend, Tetraplegie (Aids), 1A-1C

Vrouwen
- Luchtpistool, 1A-1C
- Luchtpistool, 2-6
- Luchtpistool, geïntegreerd
- Luchtgeweer, geïntegreerd
- Luchtgeweer, 3 posities, 2-6
- Luchtgeweer, geknield, 1A-1C
- Luchtgeweer, geknield, 2-6
- Luchtgeweer, liggend, 1A-1C
- Luchtgeweer, liggend, 2-6
- Luchtgeweer, staand, 1A-1C
- Luchtgeweer, staand, 2-6

Gemengd
- Luchtgeweer, 3 posities, 1A-1C

## Mannen
| Rank | Land           | Punten |
| ---- | -------------- | ------ |
| 1    | Nederland      | 3490   |
| 2    | Zweden         | 3479   |
| 3    | West-Duitsland | 3448   |

| Rank | Land      | Punten |
| ---- | --------- | ------ |
| 1    | Nederland | 1176   |
| 2    | Zweden    | 1163   |
| 3    | Frankrijk | 1160   |

| Rank | Land      | Punten |
| ---- | --------- | ------ |
| 1    | Frankrijk | 1175   |
| 2    | Nederland | 1173   |
| 3    | Zweden    | 1170   |

| Rank | Land           | Punten |
| ---- | -------------- | ------ |
| 1    | Zweden         | 1146   |
| 2    | West-Duitsland | 1146   |
| 3    | Nederland      | 1141   |

| \| Rank \| Land \| Punten \| \| ---- \| ------------------- \| ------ \| \| 1 \| Australië \| 1585 \| \| 2 \| Verenigd Koninkrijk \| 1575 \| \| 3 \| West-Duitsland \| 1554 \| |                     |        |
| Rank | Land                | Punten |
| 1 | Australië           | 1585   |
| 2 | Verenigd Koninkrijk | 1575   |
| 3 | West-Duitsland      | 1554   |

### Luchtpistool
| Klasse       | Punten | land | Goud           | land | Zilver        | land | Brons         |
| ------------ | ------ | ---- | -------------- | ---- | ------------- | ---- | ------------- |
| 1A-1C        | 514    | FRG  | Siegmar Henker | SWE  | G. Bonderud   | USA  | West Brownlow |
| 2-6          | 558    | AUT  | Oskar Kreuzer  | DEN  | Ernst Eriksen | FIN  | Aulis Rinne   |
| Geïntegreerd | 560    | YUG  | Simo Kecman    | FRA  | Joel Guillon  | FRA  | Guy Dunarquez |

### Luchtgeweer
| Klasse        | Onderdeel  | Punten | land | Goud            | land | Zilver          | land | Brons           |
| ------------- | ---------- | ------ | ---- | --------------- | ---- | --------------- | ---- | --------------- |
| Geïntregreerd |            | 536    | FIN  | Antti Landstedt | ISR  | Doron Asher     | ISR  | Nissim Filosof  |
| 2-6           | 3 posities | 1182   | NED  | Eef Tammel      | FRG  | Franz Falke     | SWE  | Jonas Jacobsson |
| 1A-1C         | geknield   | 381    | GBR  | P. Haslam       | DEN  | Jan Kristensen  | USA  | West Brownlow   |
| 2-6           | geknield   | 397    | NED  | Eef Tammel      | FRA  | Michel Pelon    | FRG  | Franz Falke     |
| 1A-1C         | liggend    | 382    | FRG  | Siegmar Henker  | GBR  | P. Haslam       | DEN  | Jan Kristensen  |
| 2-6           | liggend    | 397    | USA  | R. Withrow      | FRA  | Michel Pelon    | NED  | Eef Tammel      |
| 1A-1C         | staand     | 364    | FRG  | Siegmar Henker  | DEN  | Jan Kristensen  | GBR  | P. Haslam       |
| 2-6           | staand     | 390    | NED  | Eef Tammel      | SWE  | Jonas Jacobsson | FRG  | Franz Falke     |

### Geweer
| Klasse             | Onderdeel | Punten | land | Goud           | land | Zilver         | land | Brons        |
| ------------------ | --------- | ------ | ---- | -------------- | ---- | -------------- | ---- | ------------ |
| Tetraplegie (Aids) | Liggend   | 391    | AUS  | Allan Chadwick | SUI  | Andre Chevrier | SUI  | Kuno Stieger |

## Vrouwen

### Luchtpistool
| Klasse       | Punten | land | Goud          | land | Zilver                  | land | Brons                |
| ------------ | ------ | ---- | ------------- | ---- | ----------------------- | ---- | -------------------- |
| 1A-1C        | 354    | GBR  | Isabel Barr   |      |                         |      |                      |
| 2-6          | 366    | FRA  | N. Sarton     | FRA  | Marie Chantal Barberaud |      |                      |
| Geïntegreerd | 361    | DEN  | Brigit Larsen | BEL  | Sonja Vettenburg        | FRA  | Marie Therese Pichon |

### Luchtgeweer
| Klasse       | Onderdeel  | Punten | land | Goud            | land | Zilver        | land | Brons         |
| ------------ | ---------- | ------ | ---- | --------------- | ---- | ------------- | ---- | ------------- |
| Geïntegreerd |            | 370    | FRA  | Annie Lecointe  | GBR  | Anne Picot    | NZL  | Allison Smith |
| 2-6          | 3 posities | 1172   | AUS  | Libby Kosmala   | FRA  | Nicole Petit  | GBR  | Deanna Coates |
| 1A-1C        | geknield   | 373    | AUS  | Barbara Caspers |      |               |      |               |
| 2-6          | geknield   | 396    | AUS  | Libby Kosmala   | GBR  | Deanna Coates | FRG  | S. Battran    |
| 1A-1C        | liggend    | 384    | AUS  | Barbara Caspers |      |               |      |               |
| 2-6          | liggend    | 395    | AUS  | Libby Kosmala   | FRA  | Nicole Petit  | FRG  | S. Battran    |
| 1A-1C        | staand     | 369    | AUS  | Barbara Caspers |      |               |      |               |
| 2-6          | staand     | 381    | AUS  | Libby Kosmala   | GBR  | Deanna Coates | FRA  | Nicole Petit  |

## Gemengd

### Luchtgeweer
| Klasse | Onderdeel  | Punten | land | Goud            | land | Zilver    | land | Brons          |
| ------ | ---------- | ------ | ---- | --------------- | ---- | --------- | ---- | -------------- |
| 1A-1C  | 3 posities | 1133   | AUS  | Barbara Caspers | GBR  | P. Haslam | DEN  | Jan Kristensen |

Atletiek · Bankdrukken · Basketbal · Boogschieten · Boccia · CP-voetbal · Gewichtheffen · Goalball · Koersbal · Paardensport · Schermen · Schietsport · Snooker · Tafeltennis · Volleybal · Worstelen · Wielersport · Zwemmen
Toronto 1976 ·
Arnhem 1980 ·
New York & Stoke Mandeville 1984 ·
Seoel 1988 ·
Barcelona 1992 ·
Atlanta 1996 ·
Sydney 2000 ·
Athene 2004 ·
Peking 2008 ·
Londen 2012 ·
Rio de Janeiro 2016 ·
Tokio 2020 ·
Parijs 2024 ·
Los Angeles 2028